# ГЕС-ГАЕС Далешиці
ГЕС-ГАЕС Далешиці (Dalešice) — одна з гідроакумулюючих електростанцій Чехії, споруджена на південному сході країни в регіоні Моравія. Будівництво ГАЕС розпочалось у 1970-му, а введення в експлуатацію припало на 1978-й.
Обидва резервуари ГАЕС створені за допомогою гребель на річці Їглава (ліва притока Диє, що через Мораву відноситься до басейну Дунаю), тому частина виробітку електроенергії відбувається за рахунок природного притоку. Верхній резервуар площею поверхні 4,8 км2 та об'ємом 127 млн м3 утримує гребля Далешице. Це гравітаційна кам'яно-накидна споруда з глиняним ядром висотою 100 метрів та шириною 300 метрів. Нижній резервуар значно менший — 17 млн м3 — та утримується бетонною гравітаційною греблею Mohelno висотою 49 метрів.
Машинний зал станції розташовано внизу під греблею Далешице та обладнано чотирма оборотними турбінами типу Френсіс потужністю по 112,5 МВт, які працюють при напорі від 60,5 до 90,7 метра. ГЕС може вийти на повну потужність за 60 секунд та керується дистанційно із Праги.
Зв'язок з енергосистемою здійснюється через ЛЕП, що працює під напругою 420 кВ.
Водосховище греблі Mohelno використовується для водозабору атомною електростанцією Дуковани, для якої ГАЕС виконує важливу балансуючу роль. 